# Pedro José Flota Alcocer
Pedro José Flota Alcocer (Chetumal, 14 de septiembre de 1961 es diputado local por la vía plurinominal en la XIV Legislatura del Honorable Congreso del Estado de Quintana Roo donde preside la Comisión de Puntos Constitucionales y es Secretario de la Gran Comisión. Es presidente de Partido Revolucionario Institucional en el estado de Quintana Roo y es el líder de la bancada del su partido en el Congreso local.

## Semblanza
- Director general de Protección Civil y Gestión Social del Municipio de Othon P. Blanco.	1993-1996
- Director del D.I.F. Municipal de Othon P. Blanco	1996-1997
- Secretario privado del C. presidente municipal de Othon P. Blanco	1997-1998
- Secretario privado del presidente del C.D.E. del P.R.I.	1998-1999
- Secretario particular del director de la A.P.I.	1999-2000
- Coordinador general de Gabinetes y Gestión Intersectorial de la Secretaría Técnica.	2000-2001
- Subsecretario de Desarrollo Político	2001-2004
- Secretario de Gobierno	2004-2005
- Secretario de Seguridad Pública	2005-2007
- Secretario general del Comité Directivo Estatal del P.R.I. en el Estado de Quintana Roo.	2007
- Director general de la Comisión de Agua Potable y Alcantarillado del Estado de Quintana Roo.	2008-2011
- Director del Instituto de Fomento a la Vivienda y Regularización de la Propiedad del Edo. de Quintana Roo.	2011-2012[2]
- Presidente del Comité Directivo Estatal del P.R.I. en Quintana Roo.	2012-Actualidad
- Diputado local por representación proporcional en el Congreso del Estado de Quintana Roo. 2013-2016